# Hamelner Landwehr

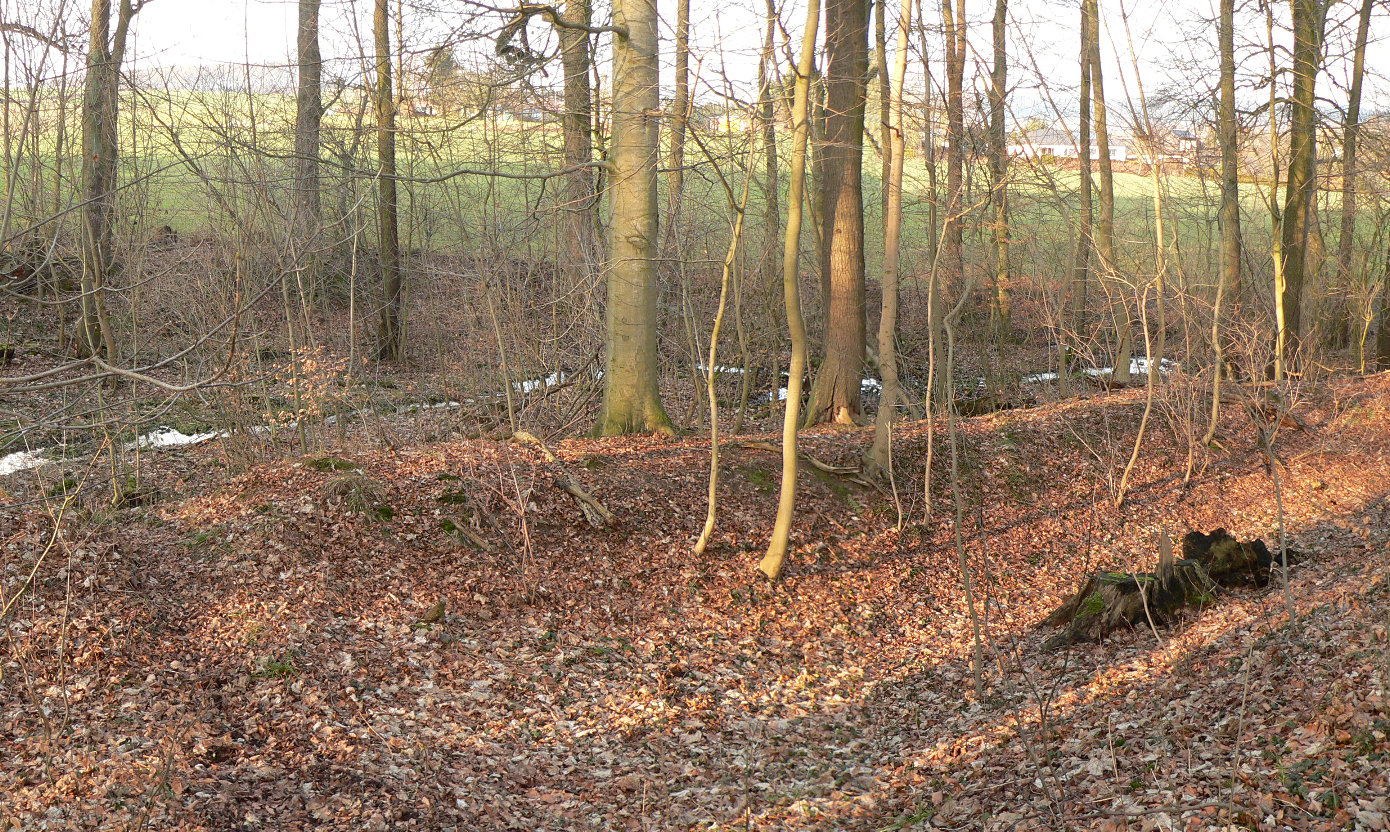
Wall und Bachlauf der Hamelner Landwehr nahe der Holtenser Warte

Die Hamelner Landwehr war eine im Spätmittelalter errichtete Landwehr und Teil des Grenzsicherungssystems im Vorfeld der Stadtbefestigung Hameln. Die Landwehr bestand aus einem Wall mit Graben und umgab weitgehend die mittelalterliche Stadt Hameln. Ein gut erhaltenes Reststück findet sich im Wald nordöstlich von Hameln am Schweineberg bei Holtensen.

## Beschreibung
Die Landwehr als vorgeschobenes Befestigungssystem der Stadt entstand im 14. Jahrhundert und wurde 1385 erstmals urkundlich erwähnt. Sie bestand aus Erdwällen und Gräben, die mit Hecken und Knicks bepflanzt waren. In Bereichen mit natürlichem Schutz durch unwegsames Gelände, wie Feuchtgebiete oder Wasserläufe, sah man von der Anlage einer Landwehr ab. In der Nähe der Weser konnten wegen der Hochwassergefahr keine Wälle angelegt werden. Hier entstanden deswegen tiefe und breite Landwehrgräben.
Das mittelalterliche Hameln besaß bis zu fünf Stadttore, die über sechs Landstraßen die Stadt mit dem Umland verbanden. Wo die Landstraßen auf die Landwehr trafen, entstanden an den Durchgängen zunächst Warttürme und später Warthäuser mit Schlagbäumen. Entsprechend gab es die 1415 erstmals urkundlich erwähnte Afferdsche, die Berkeler, die Holtenser, die Rohrser und die an der Weser liegende Wehrberger Warte. In Richtung Süden an der Straße nach Hagenohsen lag mit dem Hardtbaum eine weitere Warte, die um das Jahr 1600 abgebrochen wurde. Sie befand sich in Höhe der heutigen Töneböns Teiche nahe der im 14. Jahrhundert wüst gefallenen Siedlung Harthem. Die Landwehr war zwar aus militärischen Erwägungen angelegt worden, diente aber hauptsächlich dem Schutz von Handelsstraßen mit Zollabgabe, Kontrolle von Holz-, Hude-, und Weidenutzung sowie als Grenzmarkierung gegenüber dem Umland. Darüber hinaus gab es auf den umliegenden Bergen Spähwarten zur Beobachtung des Geländes. Dazu zählten Posten und zum Teil Wachttürme auf dem Klüt, dem Basberg und dem Sintelberg.
Die Hamelner Landwehr wurde von Knickwarten beaufsichtigt und unterhalten. Sie knickten die Büsche und verflochten die Zweige der Hecken auf dem Landwehrwall, sodass ein undurchdringliches Gestrüpp entstand. Regelmäßig fanden entlang dem Verlauf der Landwehr Begehungen statt, die als Grenzbeziehungen bezeichnet wurden. Sie dienten der Feststellung von Mängeln in der Befestigungslinie und ihrer Beseitigung. Seit 1619 sind die Begehungen urkundlich nachgewiesen. Diese Tradition pflegt noch heute der Hamelner „Verein für Grenzbeziehung und Heimatpflege von 1930“ einmal im Jahr.
Nach dem Mittelalter verloren die Landwehren allmählich ihre militärische Bedeutung. Aus den Warthäusern wurden Gasthäuser, Ausflugsgaststätten oder landwirtschaftliche Betriebe. Das Fachwerkhaus der Berkerler Warte pachtete ein Bewohner aus Klein Berkel 1774 und baute es 1798 in ein Bauernhaus mit Herberge um. Als die Festung Hameln 1808 auf Napoleons Befehl geschleift wurde, verlor die Warte endgültig ihre Bedeutung als Vorposten der Stadt. Bei Bauarbeiten im Jahr 1850 stieß man im Boden auf die Fundamente des früheren Wartturms. 1981 wurde zugunsten des Ausbaus der B 1 das Wartgebäude der Berkerler Warte abgerissen.
Die einzige erhalten gebliebene Warte ist die Wehrberger Warte in Wehrbergen, die später zum Gasthaus umfunktioniert wurde. Hier wurde während der Koalitionskriege im Jahr 1806 die Kapitulation über die preußisch geführte Festung Hameln unterzeichnet. Das Abkommen unterzeichneten der französische General Savary und der 76-jährige preußische Offizier von Schoeler, der dafür zu lebenslanger Festungshaft verurteilt wurde.
2018 gab es eine archäologische Untersuchung eines Landwehrabschnittes zwischen Schweine- und Basberg beim Forsthaus Heisenküche bei der Erneuerung eines Strommasten. Demnach wurde der ehemals 1,3 Meter hohe Wall in einem Arbeitsgang aus Lehm aufgeschüttet, nachdem die nahegelegene Siedlung Gröningen im 14. Jahrhundert wüst fiel.

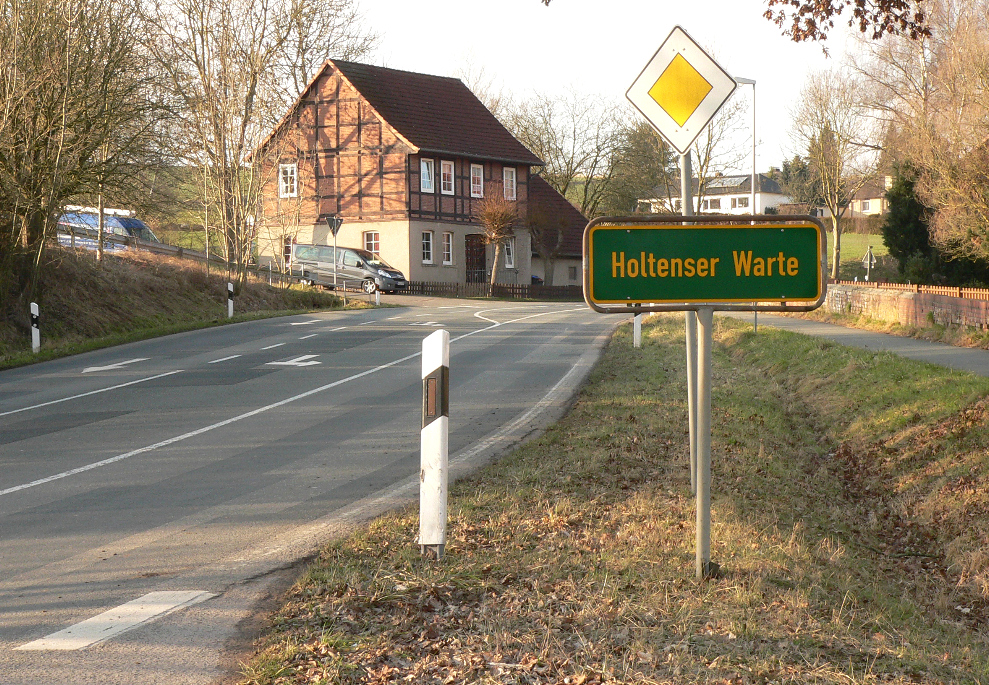
Straßenschild zur Holtenser Warte
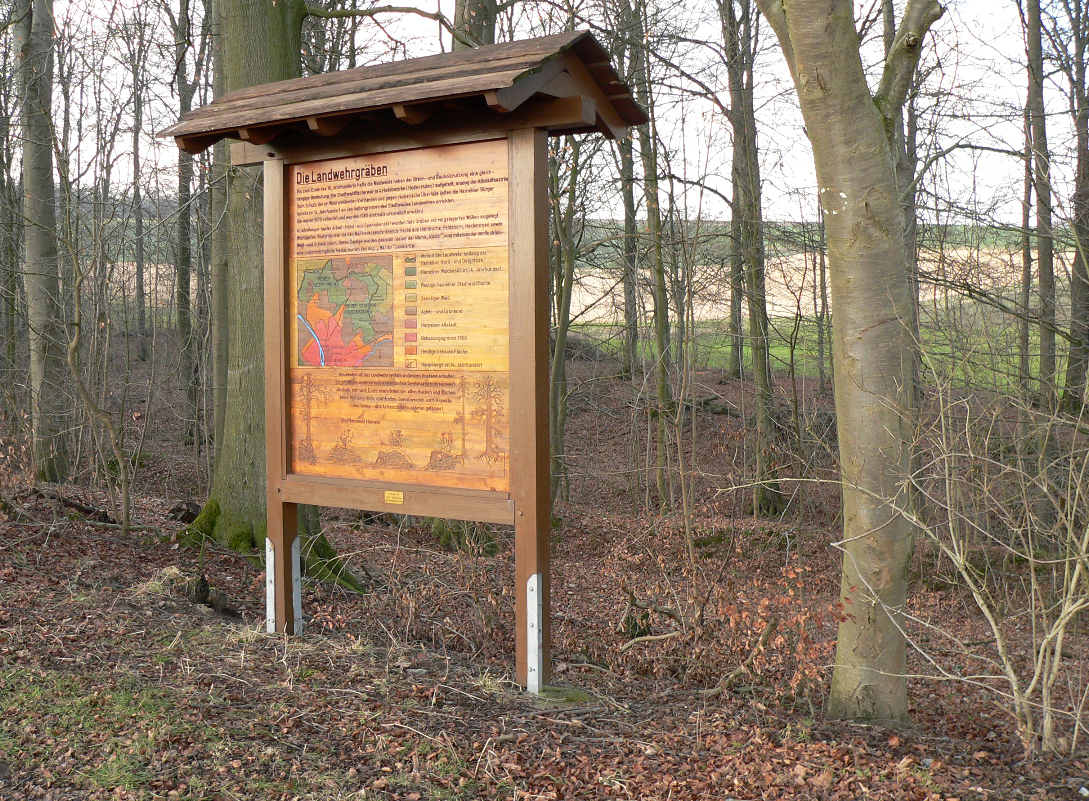
Infotafel bei Holtensen, dahinter Wälle und ein Bachlauf der Landwehr
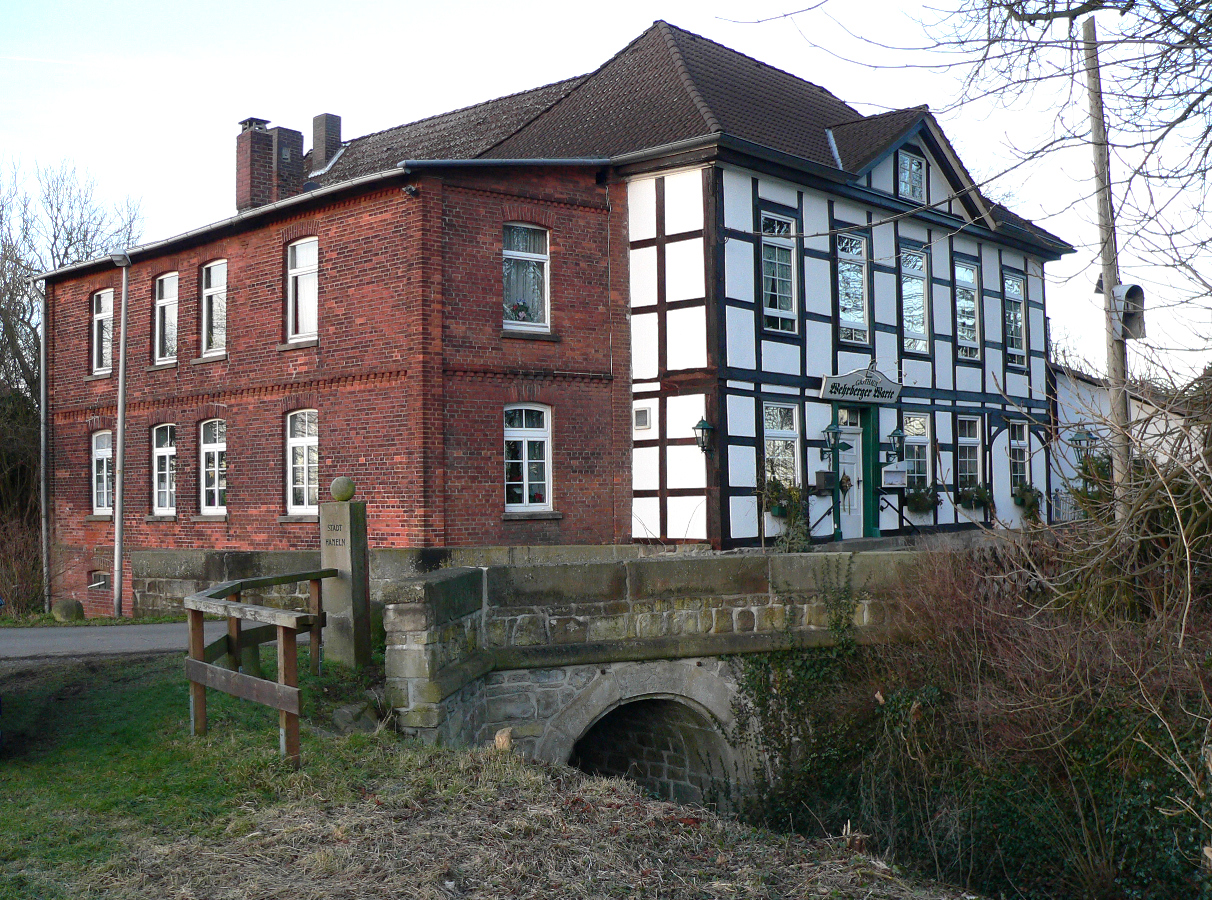
Gebäude der Wehrberger Warte
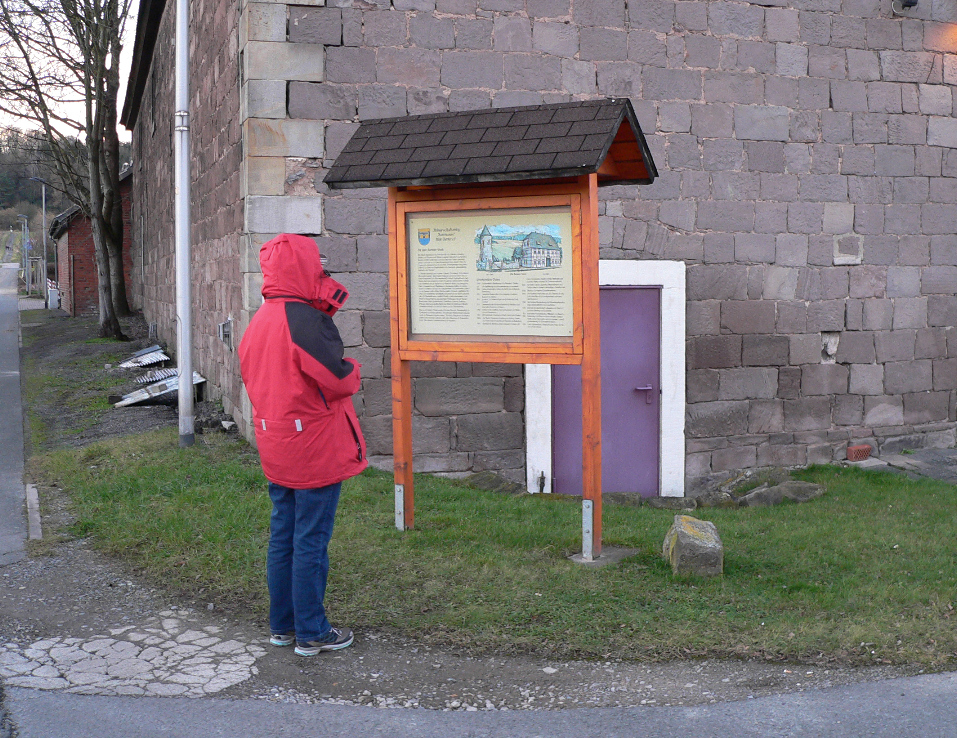
Infotafel am früheren Standort der Berkeler Warte